# IC 2818
IC 2818 је спирална галаксија у сазвјежђу Лав која се налази на листи објеката дубоког неба у Индекс каталогу.
Деклинација објекта је + 12° 55' 18" а ректасцензија 11h 26m 26,8s. Привидна величина (магнитуда) објекта IC 2818 износи 16,9 а фотографска магнитуда 17,7. IC 2818 је још познат и под ознакама NPM1G +13.0273, PGC 1418899.